# Rafael Llopart
Rafael Llopart i Vidaud est un dirigeant de football, 13e président du FC Barcelone du 29 juin 1915 au 25 juin 1916.